# 新和 (三郷市)
新和（しんわ）は、埼玉県三郷市の町名。現行行政地名は新和一丁目から五丁目。郵便番号は341-0034。

## 地理
埼玉県の東部地域で、三郷市東部の三郷中央駅から南東に少し離れた位置にある。江戸川堤防の外側は大字岩野木となっており、千葉県とは直接境界を接していない。地区の中央部には東西に三郷放水路や第二大場川が開削され、南北は分断されている。また、南北には大場川が流れる。西端には三郷放水路の建設により分断された第二大場川のかつての下流部である下第二大場川が南北に流れる。地内は住宅地と工場などが混在する。下第二大場川付近には水田などの農地も見られる。

## 沿革
複数の大字から成立した。瑞祥地名である。
- 1978年（昭和53年）2月21日 - 地番変更の実施に伴ない、大字八町堀、大字市助、大字横堀、大字大膳、大字壱本木、大字長沼、大字長戸呂、大字寄巻の各一部から新和一丁目〜五丁目が成立[3]。

## 交通

### 鉄道
- 地内に鉄道は敷設されていない。最寄駅はつくばエクスプレス三郷中央駅となる。

### 道路
- 埼玉県道21号三郷松伏線
- 埼玉県道156号三郷幸手自転車道線
- 横堀橋通
- 中央通り
- 新和通り

## 施設
- 三郷浄水場取水所、沈砂池
- 三郷市立東和東地区文化センター
- 埼玉みさと総合リハビリテーション病院
- 東京都水道局三郷浄水場取水所
  - 三郷浄水場沈砂池
- 三郷排水機場
- しんわ幼稚園
- 桜花保育園 三郷園
- 長昌寺
- 御嶽神社
- 新和稲荷神社